# Marsai Nikoletta
Marsai Nikoletta (Szombathely, 1992. szeptember 25. –) válogatott magyar labdarúgó, csatár. Jelenleg a Viktória FC labdarúgója.

## Pályafutása

### Klubcsapatban
A Viktória csapatában kezdte a labdarúgást. 2007-ben mutatkozott be az élvonalban. A szombathelyi csapattal eddig egyszeres bajnok és kétszeres magyar kupa győztes. 2012 februárjában a szlovák Union Nové Zámky csapatához szerződött, ahol fél szezonon át szerepelt. 2012 nyarán visszatért Szombathelyre.

### A válogatottban
2014-ben három alkalommal szerepelt a magyar válogatottban.

## Sikerei, díjai
- Magyar bajnokság
  - bajnok: 2008–09
  - 2.: 2007–08, 2009–10, 2010–11, 2011–12
  - 3.: 2012–13
- Magyar kupa
  - győztes: 2008, 2009, 2011

## Statisztika

### Mérkőzései a válogatottban
| Magyarország | Magyarország       | Magyarország   | Magyarország | Magyarország | Magyarország | Magyarország | Magyarország | Magyarország |
| #            | Dátum              | Helyszín       | Hazai        | Eredmény     | Vendég       | Kiírás       | Gólok        | Esemény      |
| ------------ | ------------------ | -------------- | ------------ | ------------ | ------------ | ------------ | ------------ | ------------ |
| 1.           | 2014. július 23.   | Marosvásárhely | Románia      | 5 – 1        | Magyarország | barátságos   | -            | 78'          |
| 2.           | 2014. augusztus 3. | Balatonfüred   | Magyarország | 1 – 2        | Románia      | Balaton-kupa | -            | 74'          |
| 3.           | 2014. augusztus 5. | Balatonfüred   | Magyarország | 3 – 1        | Horvátország | Balaton-kupa | -            | 59'          |
|              | Összesen           |                |              | 3            | mérkőzés     |              | 0            | gól          |